# جورج بريلير
جورج بريلير (بالألمانية: Georg Preidler)‏ (و. 1990  م) هو راكب دراجة هوائية نمساوي، ولد في غراتس، شارك في طواف إسبانيا، وطواف إيطاليا 2014، وطواف إسبانيا 2013، وركوب الدراجات في الألعاب الأولمبية الصيفية 2016.

## سباقات أو مراحل فاز بها
| التاريخ        | السباق                                            | المركز                                          |
| -------------- | ------------------------------------------------- | ----------------------------------------------- |
| 01 يناير 2011  | 2011 Gran Premio Palio del Recioto                |                                                 |
| 11 سبتمبر 2011 | تور دي أفينير 2011                                | السابع في التصنيف العام، السابع في تصنيف النقاط |
| 07 يونيو 2012  | 2012 غروسر برايس ديس كانتونس أرجو                 | المركز الثالث                                   |
| 08 يوليو 2012  | طواف النمسا 2012                                  | الفائز في ترتيب التسلق                          |
| 28 أبريل 2013  | طواف روماندي 2013                                 | الخامس في تصنيف أفضل شاب                        |
| 12 مايو 2013   | روند أم كولن 2013                                 | المركز الثالث                                   |
| 16 يونيو 2013  | طواف سويسرا 2013                                  | العاشر في تصنيف الجبال                          |
| 08 مارس 2014   | ستراد بينك 2014                                   | المرتبة 20 في التصنيف العام                     |
| 04 مايو 2014   | طواف روماندي 2014                                 | الرابع في تصنيف أفضل شاب                        |
| 01 يونيو 2014  | طواف إيطاليا 2014                                 | السادس في تصنيف أفضل شاب                        |
| 14 أكتوبر 2014 | طواف بكين 2014                                    | الخامس في تصنيف أفضل شاب                        |
| 01 يناير 2017  | طواف أندلوسيا 2017                                | الفائز في ترتيب التسلق                          |
| 23 يونيو 2017  | سباق الطريق ضد الساعة للرجال في بطولة النمسا 2017 | الفائز في التصنيف العام                         |

## روابط خارجية
- جورج بريلير على موقع الاتحاد الدولي للدراجات (الإنجليزية)
- جورج بريلير على موقع أرشيف الدراجات (الإنجليزية)
- جورج بريلير على موقع إحصائيات الدراجات الإحترافية (الإنجليزية)
- جورج بريلير على موقع نسبة الدراجات (الإنجليزية)
- جورج بريلير على موقع CycleBase (الإنجليزية)
- جورج بريلير على موقع أوليمبيديا (الإنجليزية)